# Анна Софія Саксен-Гота-Альтенбурзька
Анна Софія Саксен-Гота-Альтенбурзька (нім. Anna Sophie von Sachsen-Gotha-Altenburg; 22 грудня 1670 — 28 грудня 1728) — принцеса Саксен-Гота-Альтенбурзька, донька герцога Саксен-Гота-Альтенбургу Фрідріха I та принцеси Саксен-Вайссенфельської та Квертфурської Магдалени Сибілли, дружина князя Шварцбург-Рудольштадтського Людвіга Фрідріха I.

## Життєпис
Анна Софія народилась 22 грудня 1670 року у Готі. Вона стала первістком в родині принца Саксен-Готського Фрідріха та його першої дружини Магдалени Сибілли Саксен-Вайссенфельської, народившись наступного року після весілля батьків. Згодом в сім'ї з'явилося ще п'ятеро доньок і два сини.
Країною в цей час правив дідусь Анни Софії — Ернст I Благочесний. 1672 року він отримав герцогство Саксен-Альтенбург, правління в якому довірив сину Фрідріху. 1674 року Ернст передав Фрідріху владу у всій країні, а наступного року пішов з життя. За умовами заповіту старший син став його спадкоємцем, але молодші брати виступали як співправителі. Переговори щодо розділу територій між ними, увінчалися згодою 1680 року. Батько Анни Софії зберіг за собою амти Гота, Теннеберг, Ваксенбург, Іхтерхаузен, Георгенталь, Шварцвальд, Райнхардсбрунн, Фолькенроде, Оберкраніхфельд, Альтенбург, Лейхтенбург та Орламюнде. Утворене з них герцогство отримало назву Саксен-Гота-Альтенбург.
Резиденцією сім'ї залишався замок Фріденштайн. На початку 1681 року, невдовзі після народження молодшої доньки, померла Магдалена Сибілла. За сім місяців Фрідріх узяв за дружину 36-річну удовицю Христину Баден-Дурлахську.
У віці 20 років, невдовзі після смерті батька, Анна Софія одружилася із єдиним сином правлячого графа Шварцбург-Рудольфштадта Альберта Антона, Людвігом Фрідріхом. Весілля відбулося 15 жовтня 1691 року, на 24-й день народження нареченого, у замку Фріденштайн у Готі. У подружжя було тринадцятеро дітей, з них двічі народжувалися дівчатка-близнючки.
2 червня 1710 року Людвіга Фрідріха було зведено у ранг імперського князя. У грудні того ж року помер Альберт Антон, передавши сину управління країною. Навесні 1711 Шварцбург-Рудольштадт було проголошено князівством.
Проживала родина у замку Гайдексбург у Рудольштадті. Від 1710 року, у зв'язку із необхідністю у представництві, замок перебудували. Переобладнання почалося і у Шварцбурзькому замку.
1718 року Людвіг Фрідріх помер. Анна Софія пережила його на десять років, і пішла з життя за часів правління старшого сина у Рудольштадті. Похована у Шварцбурзі.

## Родина

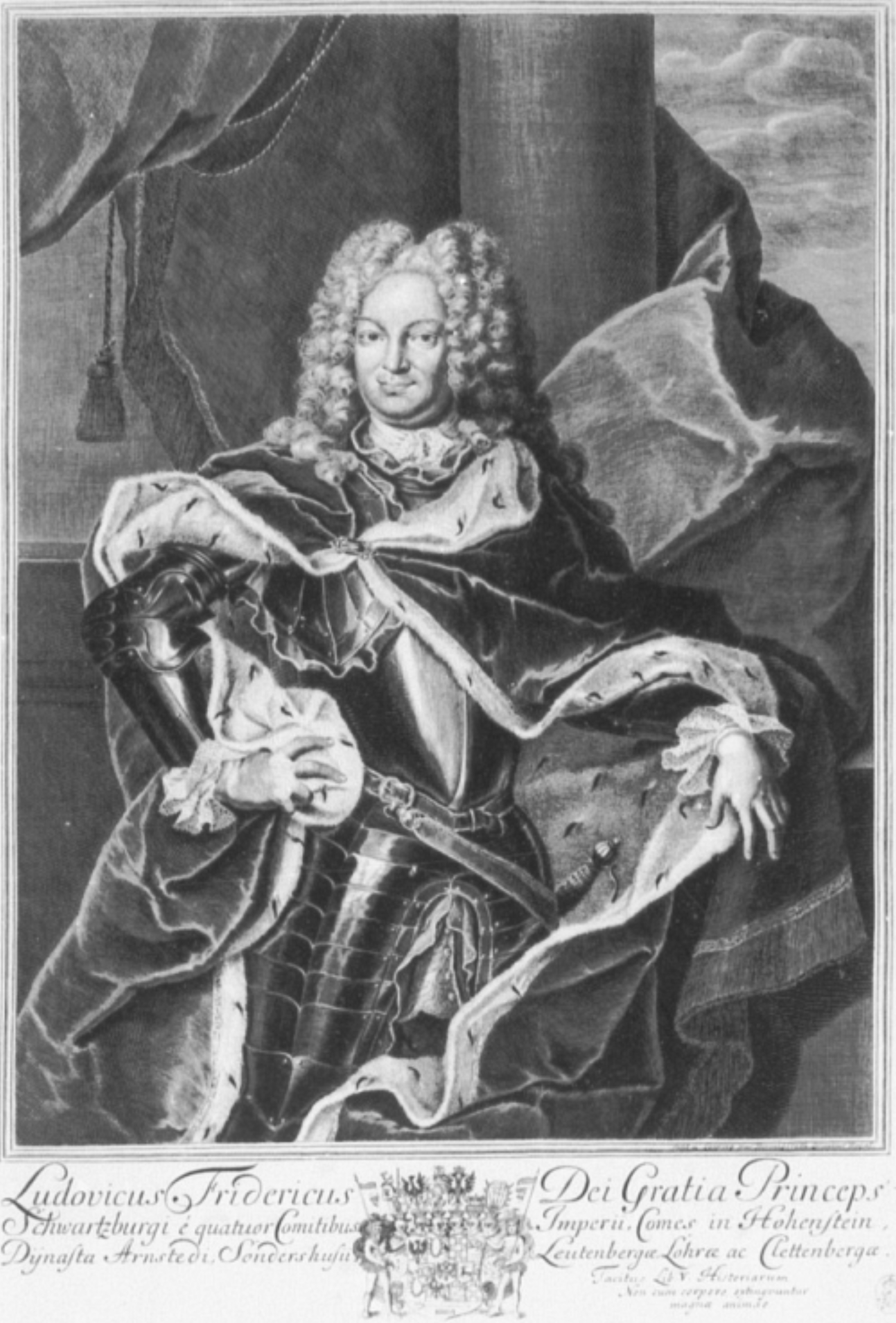
Людвіг Фрідріх I

Чоловік — Людвіг Фрідріх I, князь Шварцбург-Рудольштадтський
Діти:
- Фрідріх Антон (1692—1744) — наступний князь Шварцбург-Рудольштадтський у 1718—1744, був двічі одружений, мав трьох дітей від першого шлюбу;
- Амалія Магдалена (15 червня—15 вересня 1693) — померла немовлям;
- Софія Луїза (1693—1776) — близнючка попередньої, померла бездітною та неодруженою;[6]
- Софія Юліана (1694—1776) — черниця у монастирі Ґандерсхайм;
- Вільгельм Людвіг (1696—1757) — морганатично одружений із Генрієттою Кароліною Ґебаур, що отримала титул баронеси фон Брокенбург, мав із нею чотирнадцятеро дітей;
- Крістіана Доротея (1697—1698) — померла у ранньому віці;
- Альбрехт Антон (1697—1698) — пішов з життя у віці 21 року бездітним та неодруженим при осаді Палермо;
- Емілія Юліана (1699—1774) — була бездітною та неодруженою;
- Анна Софія (1700—1780) — дружина герцога Саксен-Кобург-Заальфельдського Франца Йозіаса, мала восьмеро дітей;
- Доротея Софія (1706—1737) — померла у віці 31 року бездітною та неодруженою;
- Луїза Фредеріка (1706—1787) — близнючка попередньої, була бездітною та неодруженою;
- Магдалена Сибілла (1707—1795) — черниця у монастирі Ґандерсхайм;
- Людвіг Гюнтер (1708—1790) — князь Шварцбург-Рудольштадта у 1767—1790 після смерті небожа Йоганна Фрідріха, був одружений із графинею Софією Генрієттою Ройсс фон Унтер-Гряйц, мав із нею четверо діточок.